# Delivered Duty Unpaid
 (décembre 2014).
Si vous disposez d'ouvrages ou d'articles de référence ou si vous connaissez des sites web de qualité traitant du thème abordé ici, merci de compléter l'article en donnant les références utiles à sa vérifiabilité et en les liant à la section « Notes et références ».
Pour les articles homonymes, voir DDU.
Delivered Duty Unpaid  est un Incoterm.

## Principe
Dans cet incoterm, le vendeur paie tous les coûts de transport et supporte tous les risques jusqu'à ce que les marchandises arrivent à la destination non déchargées, mais ne paie pas les éventuels frais de douane à l'importation et taxes. 
Il est applicable à tous types de transports.
Il est l’un des rares à donner autant de responsabilités au vendeur. En effet, ce dernier doit se charger de l’assurance de la marchandise depuis l’usine de départ jusqu’à l’entrepôt d’arrivée, hors taxes (HT) et hors paiement de douane à l’import. Cela signifie qu’il est responsable du chargement, de l’acheminement jusqu’au transport principal, des formalités douanières à l’export, du choix du transport et des compagnies, des différentes assurances et de l’acheminement jusqu’au lieu final d’arrivée.
L’acheteur se charge des formalités douanières et des taxes, à l’import.
Après la révision des Incoterms en 2010, le "Delivered Duty Unpaid" a été supprimé et remplacé par son équivalent le DAP.